# Bubble Bus Software
Bubble Bus Software è stata un'azienda sviluppatrice di videogiochi per home computer, fondata da Mark Meakins a Tonbridge, Kent, e attiva intorno alla metà degli anni Ottanta. I suoi prodotti erano destinati ai più famosi home computer dell'epoca, quali Commodore 64, VIC-20 e ZX Spectrum. Il più celebre dei suoi giochi fu Starquake.

## Giochi sviluppati e/o pubblicati
- 3D Man (Commodore 64, VIC-20)
- Alien Panic 64 (Commodore 64)
- Aqua Racer (Commodore 64)
- Awesome Earl in SkateRock (Amstrad CPC, Commodore 64, DOS)
- Boardello (MSX, Tatung Einstein)
- Boing (Commodore 64)
- Brainstorm (ZX Spectrum)
- Bumping Buggies (Commodore 64)
- Cave Fighter (Commodore 16 Plus/4, Commodore 64)
- Cavern Run 64 (Commodore 64)
- Classic Axiens (Amstrad CPC, ZX Spectrum)
- Classic Invaders (Amiga, Amstrad CPC)
- Classic Muncher (Amstrad CPC, ZX Spectrum)
- The Exterminator (Commodore 64, PC Booter, VIC-20)
- The Fifth Quadrant (Amstrad CPC, Commodore 64, ZX Spectrum)
- Final Frontier (DOS)
- Flying Feathers (Commodore 64)
- Hustler (Amstrad CPC, Commodore 16 Plus/4, Commodore 64, MSX, Tatung Einstein, ZX Spectrum)
- The Ice Temple (Amstrad CPC, Commodore 64, ZX Spectrum)
- Kick Off (Commodore 64)
- Krazy Kong (Commodore 64)
- Max Torque (Commodore 64)
- Metranaut (Commodore 64)
- Moonlight Madness (ZX Spectrum)
- Starquake (Amstrad CPC, Atari 8-bit, Atari ST, BBC Micro, Commodore 64, DOS, MSX, Tatung Einstein, ZX Spectrum)
- Tazz (Commodore 16 Plus/4, Commodore 64)
- Trizons (Commodore 16 Plus/4)
- Widow's Revenge (Commodore 64)
- Wizard's Lair (Amstrad CPC, Commodore 64, MSX, ZX Spectrum)